# Jorge Caridad
Jorge Caridad és el nom amb què es coneix una peça d'ambre amb incrustacions de gairebé 100 formigues fòssils Technomyrmex caritatis pertanyents a la subfamília dels dolicoderins, que data de l'Oligocè (25 milions d'anys d'antiguitat). Actualment es conserva al CosmoCaixa Barcelona, i disposa d'una interface interactiva en la que el visitant pot inspeccionar la peça a través d'un microscopi.

## Descripció
La seva forma és pràcticament la d'un paral·lelepípede amb una petita protuberància. Les dimensions són de 32,5 x 21,16 x 9,75 mm i el seu pes 4,164 g. Hi ha en total 98 individus, dels que 92 són formigues Technomyrmex caritatis, (família de les Dolicoderí), de l'època de l'Oligocè, 37 obreres portadores, 19 pupes i 3 grups d'ous. És la primera peça d'ambre trobada amb inclusions d'ous de formigues, i la primera amb inclusions d'aquesta espècie de formiga. No té bombolles o impureses que dificultin la identificació de l'escena fossilitzada.

## Història
Fou descoberta a la mina de Palo Quemado (República Dominicana) al febrer de 1995 i traslladada al Museu de la Ciència de Barcelona, actual CosmoCaixa, el setembre del mateix any pel seu director Jorge Wagensberg.
De l'anàlisi de les característiques taxonòmiques dels individus fossilitzats i de les proves químiques al material es va arribar a la conclusió que les formigues eren d'una mateixa espècie pertanyent a la família de les Dolicoderí, que no havia estat descrita i que va obligar a reinterpretar la seva classificació. El 1999 es va publicar per primera vegada l'estudi. donant-li el nom de Technomyrmex caritatis.
Paral·lelament a aquests estudis, es va analitzar amb l'ajuda de l'exposició a la llum polaritzada i radiació monocromàtica l'estructura de les capes d'ambre, és a dir, les línies de corrent de les colades de resina que van fluir abans de coagular-se, per trobar respostes sobre el comportament dels organismes fossilitzats i els fets que van tenir lloc en els moments previs a la formació de la inclusió. La hipòtesi més coincident amb totes les variables va ser que la colònia va iniciar el transport urgent dels seus ous i larves davant l'existència d'un perill que finalment va acabar amb ella. De fet, és fàcilment visible com les obreres transporten els subjectes joves amb nul·la o escassa capacitat de moviment, sostenent-los indistintament en un sentit o altre, la qual cosa contradiu la tendència que mostren les formigues en condicions normals. Fins i tot s'observa que alguns paquets d'ous han caigut a terra.